# Зелений слоник
«Зелений слоник» (рос. Зелёный слоник) — російський фільм у жанрі «треш», знятий на любительську відеокамеру в 1999 році режисеркою Світланою Басковою. Картину було нагороджено дипломом II ступеня у розділі повнометражних ігрових фільмів конкурсу «Любительське кіно» кінофестивалю «Любити кіно!—2000» в Москві. Критики Андрій Плахов та Олександр Павлов описують картину як «жорстку антимілітаристську притчу», підкреслюючи належність стрічки до трансгресивного кінематографу та характеризуючи її художню форму як «примітивізм та граничний натуралізм». «Зелений слоник» входить до числа фільмів, найбільш популярних у молодіжному середовищі пострадянських країн: багато діалогів розібрано на цитати, вирази з них стали мемами, а сцени використовуються в демотиваторах.

## Сюжет
Дія фільму відбувається у середині 1990-х років (судячи зі слів персонажів після розпаду СРСР — «Три Сімки... коли Союз був», і до скасування смертної кари в Росії в 1996 році — «на тебе розстріл чекає») на гауптвахті, куди за дисциплінарні порушення потрапляють двоє молодших офіцерів: «поєхавший», родом із села (Сергій Пахомов) та «братішка» (Володимир Єпіфанцев). Їх обох саджають у камеру, стіни якої пофарбовано в зелений колір.
Фільм починається з обговорення історичних фактів, а також армійських байок двох лейтенантів. «Поєхавший» розповідає «братішці» про те, як після вживання портвейну «три сімки» вперше зайнявся сексом, як випорожнився в Азовському морі (також після розпиття портвейну), як куштував фекалії, а також про те, як його на строковій службі ледь не зґвалтували. Спочатку «братішка» сміється над історіями офіцера, який «поїхав дахом», проте згодом вони починають його дратувати. «Братішка» безуспішно намагається змусити  співрозмовника замовкнути. В результаті герой Єпіфанцева здирає погони з «поєхавшого». «Поєхавший» випрошує другого офіцера віддати йому погони за те, що він «постоїть на одній нозі як чапля». Сміючись, «братішка» погоджується на угоду, але замість того, щоб віддати погони, б'є «поєхавшого». Незважаючи на біль, той пропонує чергову ідею: здійснити акт дефекації на підлогу, щоб позбути «братішку» від буцімто набридливих мух, які повинні злетітися на фекалії. За цю ідею «братішка» знову б'є його. На крики героя Пахомова приходить охоронець (Олександр Маслаєв), котрий відправляє «братішку» чистити унітаз за допомогою виделки. Не знаючи, як це робити, герой Єпіфанцева не впоровся з поставленим завданням, і охоронець, розізлившись, відправляє засудженого назад до «поєхавшого». Той намагається розвеселити товариша й починає виконувати складену ним самим пісеньку про «зеленого слоника». Згодом обидва офіцери вкладаються спати.
Поки «братішка» спить, «поєхавший» вирішує зробити йому сюрприз. Він випорожнюється в тарілку, частину фекалій розмазує по підлозі, частину по собі, частину з'їдає. Розбудивши товариша, персонаж Пахомова пропонує йому «поїсти» з тарілки залишок фекалій, який він називає «солодким хлібом». «Братішка» обурюється шокуючим учинком сусіда по камері й кличе начальство, щоб воно ізолювало «поєхавшого». На крики до камери знову приходить охоронець, який у черговий раз відправляє «братішку» чистити туалет. Пізніше в камеру заходить начальник гауптвахти у званні капітана (Анатолій Осмоловський), який, обурившись недалекістю «поєхавшого» і назвавши його «орлом», починає читати лекцію про тихоокеанський театр воєнних дій під час Другої світової війни. Після лекції начальник питає охоронця, що б він хотів зробити з «поєхавшим». Отримавши відповідь «знищити», начальник гауптвахти дозволяє йому побити «поєхавшого».
Розібравшись з «поєхавшим», охоронець відводить його у темний підвал («яму»), куди раніше був відправлений «братішка». Тут капітан починає всіляко знущатися над своїми в'язнями, змушуючи їх танцювати і співати «Яблучко». Після знущань охоронець відправляється поїсти до себе і роздумує, як стане полковником і помститься капітану (судячи з плакату на стіні, де зазначений 1986, охоронець довгі роки терпів таке ставлення до себе і в чорно-білій сцені представлений флешбек) а у підвалі залишаються лише двоє молодших офіцерів і начальник гауптвахти, який продовжує знущання. Капітан змушує «поєхавшого» зробити йому мінет. «Братішка», який спостерігає за цим, остаточно втрачає розум. Він хапає шматок арматури, б'є капітана, перегризає йому горло, гвалтує і випотрошує. Після цього «братішка» починає знущатися над «поєхавшим», розмазуючи по його обличчю кров, і, засунувши йому трахею в рота, змушує «трубити». Зрозумівши, що він убив людину, герой Єпіфанцева здійснює самогубство, перерізаючи собі вени. В живих залишається лише «поєхавший», котрий без успіху намагається врятувати мертвого «братішку». Зрозумівши, що товариша не врятувати, «поєхавший» кричить від безвиході. До залитого кров'ю підвалу повертається наглядач й у морі крові знаходить живим лише «поєхавшого». Герой Маслаєва починає повторювати, що він — полковник (форма і погони полковника в охоронця дійсно були при собі) і переконує «поєхавшого» піти з ним на якийсь парад. Згодом наглядач вилазить на стілець та накидає на шию петлю. Герой Пахомова за допомогою трахеї капітана вибиває стілець із-під повішеника. Він знущається з трупа, співаючи про «зеленого слоника» та імітуючи секс, після чого засинає серед мертвих тіл.

## У ролях
| Актор                 | Роль                               |
| --------------------- | ---------------------------------- |
| Сергій Пахомов        | перший офіцер («поєхавший»)        |
| Володимир Єпіфанцев   | другий офіцер («братішка»)         |
| Олександр Маслаєв     | охоронець                          |
| Анатолій Осмоловський | капітан, начальник гауптвахти      |
| Олег Мавроматті       | озвучка капітана на початку фільму |

## Історія створення
Зелений слоник наш в оркестр прийшов,

Зелений слоник наш трубу приніс.

Коли люди додому йшли,

Зелений слоник на трубі грав.

Грав про те, як погано у клітці жити,

Як погано їсти прокляту їжу,

Як погано всім,

А гірше всіх йому,

Йому — Зеленому слонику.
Фільм було знято в 1999 році за дві доби у двох місцях. Одне — підвал у будинку, який належав фотографу Сергію Родкевичу й знаходився в районі станції метро «Курська», пізніше цей будинок знесли. Друге — підвал покинутого заводського приміщення у Фалєєвському провулку Москви, який було названо «Фабрикою кардинального мистецтва» (будівля за адресою Софійська набережна, 26/1, в якій зараз знаходиться штаб-квартира «Роснафти»). Останнє приміщення знайшли музиканти Олексій Тєгін і Святослав Пономарьов, пізніше до них приєднався Володимир Єпіфанцев, який зайняв праву частину «Фабрики» й обладнав її під власний «Прок-театр», у підвалі якого і проходили зйомки. На території «Фабрики» були знайдені шинелі, в яких грали герої фільму, і тарілка, використана в якості реквізиту, частина костюмів була надана Олександром Малишевим. Ніяких внесків на обладнання знімального майданчика не вимагалось. За словами Сергія Пахомова, фільм міг бути знятий «лише в тій дешевій стилістиці».
Олег Мавроматті, продюсер фільму, в одному інтерв'ю зізнався, що для переконання акторів «зіграти як треба» він використав «щось на зразок промивання мізків у секті». За його словами, «люди не хотіли ризикувати життям (Маслаєв не хотів вішатися) і здоров'ям (Осмоловський боявся заразитися від крові і кишок) або репутацією (Єпіфанцев і Пахомов боялись слави… "нетрадиційної секс-орієнтації") і доводилося хитрувати… діяв й особистий приклад… якщо хтось не хотів, наприклад, пити кров, то я робив це першим».
Завдання Світлани Баскової, як режисера, на думку Пахомова, «полягало у коректуванні імпровізаційних потоків» через дуже високий ступінь імпровізації у картині, та й сам фільм «диктував процес виробництва». Актори не проводили репетицій — за словами Олексія Тєгіна, «будучи у цьому підвалі, такі діалоги — це природно… там повна відсебятина була, що й добре».
Кров, використана в останніх сценах, була привезена зі скотобійні. «Кров справжня, з бійні, лайно справжнє, кінські яблука, слонові, точніше», — говорив Мавроматті, який розповідав, що Маслаєв намагався насправді повіситися і його ледве повернули до життя. Щоправда, хоча б фекалії були не справжніми, а лише імітацією.
Фільм був знятий на любительську (S-VHS, DV-cam) відеокамеру. За однією з версій, назва фільму взята з однойменної пісні Пахомова, написаної спеціально для фільму, проте Мавроматті стверджує, що назва фільму пішла від іншої картини — «Рожеві фламінго», під впливом якої певною мірою і був знятий «Зелений слоник».
У програмі «Культ кіно» на телеканалі «Культура» Баскова зазначила, що фільм певною мірою був задуманий, як протест проти Чеченської війни. Сама Баскова згодом говорила:
|  | У кінці 1990-х для мене були очевидні й гауптвахта, й усі розмови головних героїв, й іноді не зовсім симпатичні проступки. Все йшло від соціально-політичних і особистісних протиріч того часу й нашої країни того часу. Більше ніде й більше ніяк події «Зеленого слоника» відбуватися не могли. У цьому розумінні я відповідаю за кожне своє слово. За кожний кадр. Багато відзнятого тоді матеріалу вартувало мені й акторам величезних зусиль, але при остаточному монтажі безжалісно вирізали як зайве та непотрібне. |

Прем'єра фільму відбулася 7 грудня 1999 року в московському Музеї кіно.